# Manuel María Puga y Parga
Manuel María Puga y Parga (Santiago de Compostela, c. 23 de abril de 1874-La Coruña 30 de septiembre de 1918), conocido como Picadillo, fue un escritor, gastrónomo y político español.

## Biografía
Nació en Santiago, donde su padre fue catedrático de la Facultad de Derecho, y fue bautizado el 23 de abril de 1874 en San Fiz de Solovio, pero residió desde muy joven en La Coruña. Era hijo de Luciano Puga Blanco, que, además de profesor universitario,  fue alcalde de Santiago, decano del Colegio de Abogados de La Coruña, gobernador del Banco de España en Cuba, diputado, senador y fiscal del Tribunal Supremo, equivalente al actual fiscal general del Estado, y nieto de Manuel Maria Puga Feijoo, Coronel del ejército isabelino y heredero de la condesa de Ximonde.
Estudió Derecho en Santiago de Compostela en donde presentó su tesis de grado "Fueros Nobiliarios" en 1895. Gracias a Cánovas del Castillo, amigo de su padre, consiguió ser nombrado para un puesto para el que no era necesario opositar en la Dirección General de Penales. Descontento con el ambiente político de Madrid y con añoranza de su tierra, tras el asesinato de Cánovas en 1897 volvió a Galicia, donde se casó con María del Carmen Ramón y fue nombrado juez municipal de Arteijo.
En 1899 falleció su padre y heredó el Pazo de Anzobre, en Arteijo, incorporándose con fuerte protagonismo a la vida social y cultural coruñesa. Mantuvo una buena relación con los escritores Wenceslao Fernández Florez y Emilia Pardo Bazán.

## Viaje a Cuba
En 1891, con motivo del nombramiento de su padre como gobernador del Banco Español en la isla de Cuba, viajó a La Habana en el vapor Alfonso XIII, por eso él incluía en su autobiografía la condición de "pasajero de primera en trasatlántico". En Cuba tuvo un incidente con un joven local que le retó a un duelo a espada, lo que dada la obesidad de Picadillo que limitaba mucho su agilidad como espadachín, podría haberle resultado fatal, de no ser porque los padrinos suspendieron el duelo ante la desigualdad manifiesta de los contendientes.

## Actividad política
Comenzó a escribir en el periódico El Noroeste, con el pseudónimo de «Picadillo», llegando a ser tan popular que en 1913 escribió un artículo titulado "Quiero ser concejal" e inició una campaña para ser elegido, haciendo el 14 de octubre de ese año un llamamiento: "Alocución a las vendedoras de la plaza de abastos":

Vosotras no votáis, pero tenéis maridos, hijos... a estos pedidles, mandadles... hasta llegar a requerir la zapatilla, que las coacciones en la intimidad no tienen nada que ver con la ley electoral.

Consiguió ser nombrado candidato y salir elegido, tomando posesión del cargo el 1 de enero de 1914. Cuando el alcalde Javier Ozores Pedrosa dimitió, fue designado primer edil en octubre de ese mismo año, aunque lo fue por poco tiempo: con el cambio de gobierno fue depuesto en sólo dos meses. Volvió a ser alcalde con el ascenso al poder del coruñés Eduardo Dato en julio de 1917. Su actuación durante la huelga general del 13 de agosto de 1917 lo llevó a ser destituido la semana siguiente y a recibir el homenaje de 6000 obreros sindicados y un pergamino firmado por las 27 sociedades obreras coruñesas. En el pergamino se decía “Los sindicatos obreros de resistencia de La Coruña, rinden testimonio de gratitud y simpatía a don Manuel María Puga y Parga, por su noble actitud desde la Alcaldía hacia los obreros municipales, con motivo de la huelga general declarada en España el 13 de agosto del año actual". La Coruña, 28 de octubre de 1917.

## Actividad como gastrónomo
Escribió numerosos libros de gastronomía, incluido La cocina práctica en 1905, que tuvo un gran éxito, así como gran cantidad de artículos. Fue enormemente popular en su tiempo como persona y escritor, caracterizado por su sentido del humor y la defensa de la vida popular, reivindicando el bacalao, las sardinas y el lacón con grelos, frente a las copias de la cocina francesa, de moda en la época para la alta sociedad. Decía que una de las mejores experiencias de su vida había sido una caldeirada comida en un barco de pesca.
Entre sus numerosas recetas destaca la de bacalao dedicada a su buen amigo el escritor coruñés Wenceslao Fernández Flórez,  donde se pone de manifiesto el sentido del humor del autor:

Se coge una hoja de bacalao muy delgada, tan delgada como Wenceslao Fernández Flórez, y se toman unos tomates muy gordos, tan gordos como yo. Se sala a Flórez y se me parte en pedazos a mí, y en una tartera, capa de pedazos de Flórez desalados y capa de yo. Fuego lento; refrito por encima de aceite; mucha cebolla y ajos cuando Flórez está cocido. Diez minutos más de fuego y un perejil final reducido a picadillo con alguna sal si la necesitase. Y así es la vida. Yo estaré dividido por el eje, pero usted, amigo mío, se queda sin sal que es bastante peor.

También es curiosa su descripción del tiempo que requiere un buen lacón con grelos. Dice Picadillo:

A las nueve en punto de la mañana, después de bien lavado, debe ponerse a cocer el lacón en bastante cantidad de agua. A las once se le agregan los grelos y los chorizos. A las doce, las patatas mondadas y enteras, y a la una se colocan los chorizos y el lacón en una fuente, las patatas y los grelos en otra, y todo sobre la mesa, que debe estar previamente rodeada de ciudadanos con apetito y bien provista de botellas de vino del Ribeiro.

Es llamativo que solo dedique dos párrafos al pulpo en su extenso recetario de La cocina práctica:

Guiso de pulpo curado. Plato de nuestras ferias, cuya preparación se reduce a lo siguiente: mucho aceite, mucho pimentón, mucha sal y una tijera grande, no muy aséptica, para cortarlo tan pronto esté cocido. Después, un real, dos reales o más reales, según el apetito de cada cual.

## Anécdotas
No solamente aplicaba el humor a la cocina, sino también a la política y a sí mismo. Como cuenta en su Biografía política: 

En 1882 era yo un señor que tenía 8 años de edad y unos 75 kilos de peso

Este peso excesivo (se dice que llegó a los 275 kg) le hacía muy conocido. Según el escritor Luis Antón del Olmet, visitó La Coruña un circo en donde se mostraba un hombre alemán que decían que era el más gordo del mundo, pero la gente que lo iba a ver salía decepcionada diciendo: "Manolo Puga es más gordo y se le puede ver por la calle".

## Obras

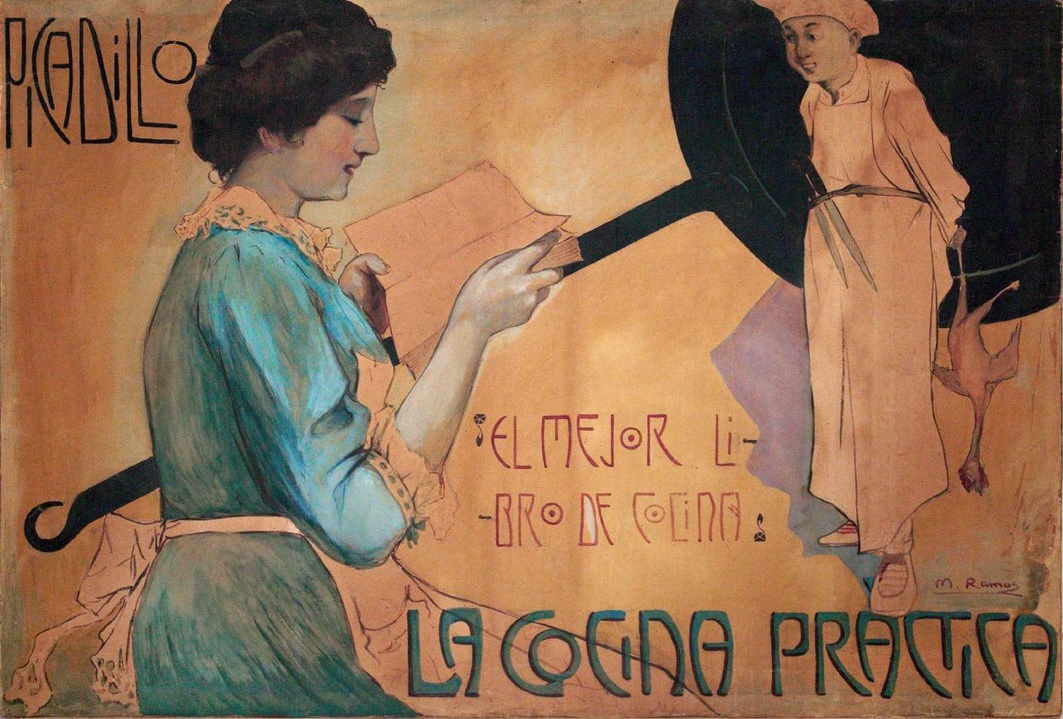
Anuncio del libro La cocina práctica

- 36 maneras de guisar el bacalao (1901).
- La cocina práctica (1905),  con prólogo de Emilia Pardo Bazán.
- A cociña Popular Galega y recetas para la cuaresma".
- Pote aldeano.
- El rancho de la tropa (1909).
- Vigilia reservada: minutas y recetas (1913).
- Mi historia política (1917)